# 剛たつひと
剛 たつひと（ごう たつひと、1949年2月11日 - ）は、日本の俳優、レポーター。本名：小野 治夫、旧芸名：中沢 治夫（なかざわ はるお）。旧表記：剛 達人（読みは同じ）。
山梨県甲府市出身。関東商工高校卒。六芸社、フリーランス、東京俳優生活協同組合を経て、ケィ・サイド所属。

## 略歴・人物
小学3年まで甲府で祖父母に育てられた後、両親のいる東京へ移り住む。劇団こまどりに所属し、1967年、日本テレビの青春学園シリーズ『これが青春だ』（主演：竜雷太）で中沢治夫名義でゲストの生徒役として出演。同じく竜雷太主演の『でっかい青春』が後半に高校を主な舞台とするに当たり、菊容子、梅田智子、大谷直らと共にレギュラーの生徒役として加入。大谷とのコンビが評価され以降、『進め!青春』『炎の青春』でも男子高校生役として共演する。
1972年に再開した青春学園シリーズの『飛び出せ!青春』で不良生徒の片桐役で出演するに際し、プロデューサーによって剛達人という芸名が付けられた。その後、NHKの教育番組にレポーターとして出演する際に子どもに読みやすいようにと、現在の表記に改めた。
TBS『モーニングEye』でレポーターに転身し、同番組の終了後には北海道でテレビ番組の司会を務めた。2000年から俳優業に復帰している。
2004年には、DREAMS COME TRUEの「やさしいキスをして」のPVに出演。
特技は日本舞踊、剣道、乗馬、ゴルフ、立ち回り。趣味はゴルフ、テニス、野球、サーフィン。

## 出演

### テレビドラマ
- これが青春だ 第22話「後輩に脱帽」（1967年、東宝 / NTV） - 二年生[注釈 2]
- でっかい青春 第26話「人のやれないことをやれ」 - 第41話「青春ばんざい」（1968年、東宝 / NTV） - 三好虎夫[注釈 2]
- 進め!青春（1968年、東宝 / NTV） - 木村豊[注釈 2]
- 炎の青春（1969年、東宝 / NTV） - 赤木保[注釈 2]
- サインはV 第24話、第25話（1969年 - 1970年、TBS） - テツ[注釈 2]
- おれは男だ! 第12話「友よすすめ!」（1971年、NTV） - 相沢高校ラグビー部キャプテン・平井[注釈 2]
- さぼてんとマシュマロ 第17 - 19話（1971年、NTV） - カメラマン助手[注釈 2]
- ワン・ツウ・アタック! 第2話「泣くもんかバンビ!」（1971年、東宝 / 12ch） - 小宮秀一[注釈 2]
- 火曜日の女シリーズ 山峡の章（1972年、NTV）
- 飛び出せ!青春（1972年 - 1973年、東宝 / NTV） - 片桐次郎
- ジキルとハイド 第8話「ある目覚め」（1973年、東宝 / CX）[注釈 2][注釈 3]
- 泣くな青春 第17話「さらば番長」（1973年、東宝 / CX） - 下校中の高校生[注釈 4]
- 流星人間ゾーン 第11話「間一髪 ゴジラの叫び!」（1973年、東宝 / NTV） - 佐々木行雄
- 伝七捕物帳 第39話「どぶねずみ退治」（1973年、NTV / ユニオン映画） - 池田平馬
- 電撃!! ストラダ5（1974年、萬年社 / 日活） - アポロ / 竹中一念
- 高校教師（1974年、東宝 / 12ch） - マモル
- 子連れ狼（NTV）
  - 第2部（1974年）
    - 第5話「寒到来」
    - 第11話「虎落笛」

  - 第3部 第21話「あるいは死参」（1976年）
- 太陽にほえろ!（東宝 / NTV）※第347話まで剛達人名義
  - 第49話「そのとき、時計は止まった」（1973年） - 米田正男
  - 第93話「真実の詩」（1974年） - 新井治
  - 第147話「追跡! 拳銃市場」（1975年） - 河田吾郎
  - 第273話「逆恨み」（1977年） - 上岡武
  - 第332話「冬の訪問者」（1978年） - 川辺
  - 第347話「謹慎処分」（1979年） - 松井新一
  - 第393話「密偵」（1980年） - 大島刑事（花園署）
  - 第515話「生いたち」（1982年） - 内村耕一
- 大都会シリーズ（NTV / 石原プロ）
  - 大都会 闘いの日々 第13話「再会」（1976年） - 角田刑事（大阪府警）
  - 大都会 PARTII 第1話「追撃」（1977年） - 岡部豊
  - 大都会 PARTIII 第19話「警官ギャング」（1979年） - 西村
- 俺たちの朝 第8話「ツナギとコンプレックスと仲間たち」（1976年、NTV） - 岩田
- 新五捕物帳 第55話「江戸の夢 恋のかんざし」（1979年、NTV / ユニオン映画） - 青山源之介
- 文吾捕物帳 第15話「かわいい女」（1982年、ANB / 三船プロ）
- 大河ドラマ（NHK総合）
  - 峠の群像（1982年） - 侍
  - 春の波涛（1985年） - 大島清治
- 土曜ワイド劇場
  - 殺人刑事が愛した女〜一億八千万円は誰のもの?〜（1982年、ANB）
  - 私は代行屋! 晴子の事件推理（2012年、ABC） - 岩崎要
- 右門捕物帖 第7話「正月にやって来た可愛い女」（1983年）
- 特捜最前線（ANB / 東映）
  - 第294話「母のメロディが聞こえた!」（1983年）
  - 第372話「老刑事スニーカーを履く!」（1984年）
- 裸の大将放浪記 第11話「別れが悲しかったので」（1983年、KTV） - 座員
- 大江戸捜査網 第480話「おんなの肌は密室の切り札」（1983年、TX） - 彌市
- 科学戦隊ダイナマン 第26話「死闘!太陽の灯台」（1983年、東映 / ANB） - 田川英男
- 西部警察 PART-III 第18話「パニック・博多どんたく -福岡篇-」（1983年、ANB） - 荒木辰男運転手
- 金曜エンタテイメント / 松本清張スペシャル・火と汐（1996年、CX） - 刑事
- 渡る世間は鬼ばかり 第5シリーズ（2000年 - 2001年、TBS） - 菅野信夫
- 月曜ミステリー劇場→月曜ゴールデン（TBS）
  - 上条麗子の事件推理 第1作「死を呼ぶ離婚慰謝料」（2001年） - 警視庁渋谷南署刑事
  - 自治会長 糸井緋芽子 社宅の事件簿 第4作（2004年） - 紺野忠久
  - 税務調査官・窓際太郎の事件簿 第18作（2009年） - 室井隆二
  - 十津川警部シリーズ 第52作「小田原城殺人事件 ～一期一会の証言～」（2014年） - 日高義雄
- 水戸黄門 第35部 第6話「罠にはまったお嬢さん -日田-」（2005年、TBS） - 多平
- 花嫁は厄年ッ!（2006年7月 - 9月、TBS） - アナウンス部長
- 水曜ミステリー9（TX）
  - 事件記者 浦上伸介 第5作「毒殺連鎖 伊勢志摩殺人事件」（2007年） - 長澤靖
  - 事故調（2015年） - 島崎勝吉
- 今週、妻が浮気します（2007年、CX） - 河野恵三
- ドラマ24 / 秘書のカガミ 第4話「優VS大奥秘書軍団!!最凶のライバル出現」（2008年、TX） - 内山専務
- Wの悲劇（2010年、TBS） - 会見場の記者
- 土曜時代劇 / まっつぐ〜鎌倉河岸捕物控〜 第3話「金座裏が動く」（2010年、NHK総合） - 来嶋正右衛門
- 向田邦子新春ドラマスペシャル 花嫁（2012年、TBS） - 松吉
- 月曜ミステリーシアター / 警部補・杉山真太郎〜吉祥寺署事件ファイル 第3話「美人家政婦の裏の顔…連続放火犯に狙われた母と子!」（2015年、TBS） - 大貫

### 映画
- ゴジラ対ヘドラ（1971年、東宝） - 若者[7][4][注釈 2]
- 八月の濡れた砂（1971年、日活）[注釈 2]
- 東京湾炎上（1975年、東宝） - 田村操舵士[7]
- 野性の証明（1978年、角川映画） - 後藤（暴走族）[注釈 5]
- おれは男だ! 「完結編」（1987年）
- パートナーズ（2010年、劇団東俳） - 獣医
- 信虎（2021年11月） - 孕石源右衛門尉

### 情報・バラエティ番組
- わたしたちのくらし（1980-81年、NHK教育） - クラさん
- モーニングEye（1984年11月 - 1996年9月、TBS） - レポーター
- タケちゃんの思わず笑ってしまいましたPart5「太陽にたえろ!」（1985年、CX）
- 気になるパンプキン（1997年7月 - 1999年、HBC） - キャスター

### ゲーム
- 街 〜運命の交差点〜（チュンソフト） - 鯨井刑事（SS、PS、PSP版）

### ラジオ
- 村野武範と剛たつひとの「飛び出せ！歌謡曲！」（2020年1月 - 、八王子FM）

### 舞台
- 人情喜劇 母の子守歌 （2005年、吉幾三特別公演、新宿コマ劇場）